# Skördemåne
För skivbolaget med samma namn, se Skördemåne (skivbolag).

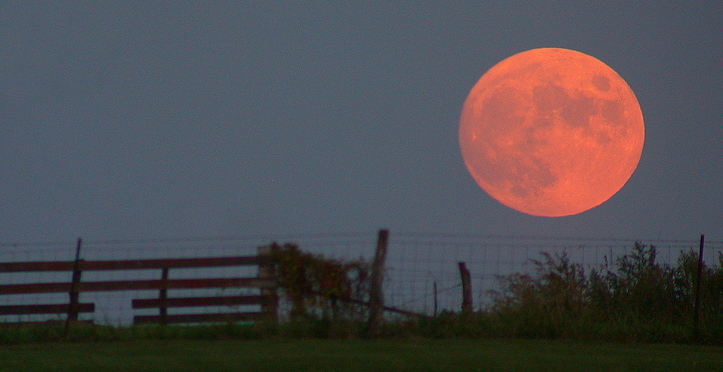
En skördemåne.

Skördemånen är den fullmåne som visar sig under skördetiden, och som förr i tiden förlängde arbetsdagen.
I Sverige har begreppet skördemånen varit sparsamt använt, begreppet augustimånen har varit vanligare. 
I litteraturen återfinns skördemånen till exempel i en dikt av Karlfeldt:
| ”                                                                            | När skördemånen beskriver sin låga båge i skyn och skäran spelar med iver sin surrande nattsång i byn, på örtbädd med kummin och kummer jag söker mitt sovkvarter. | „ |
| – ur "Poeten till sångmön" i Flora och Bellona av Erik Axel Karlfeldt (1918) | |   |

I engelsktalande länder kallas skördemånen Harvest Moon och man avser då den fullmåne som är närmast höstdagjämningen, och vars ljus förr hjälpte bönderna att bärga höstskörden tills långt in på natten. Även i andra länder omtalas skördemånen på samma sätt. Nästa fullmåne efter Harvest Moon kallas i engelsktalande länder för Hunters Moon; den infaller oftast i oktober då höstjakten inleddes.